# Архиепархия Родоса
Архиепархия Родоса (лат. Archidioecesis Rhodiensis) — архиепархия Римско-Католической Церкви с центром в городе Родос, Греция. Архиепархия Родоса подчиняется непосредственно Святому Престолу и распространяет свою юрисдикцию на остров Родос и острова архипелага Додеканес. Кафедральным собором архиепархии Родоса является церковь Пресвятой Девы Марии в городе Родос. С 1530 по 1897 года была титулярной архиепархией.

## История
14 августа 1897 года Конгрегация евангелизации народов издала декрет Cum controversia, которым учредила апостольскую префектуру Родоса, выделив её из апостольского викариата Малой Азии (сегодня — Архиепархия Измира). Пастырское попечение апостольской префектурой Родоса было поручено монахам из монашеского ордена францисканцев.
28 марта 1928 года Римский папа Пий X издал буллу Pastoris aeterni, которой преобразовал апостольскую префектуру Родоса в архиепархию.

## Ординарии архиепархии
- Andrea Felice da Ienne OFM[1] (31.08.1897 — 1910);
- Ignace Beaufays OFM (27.03.1911 — ?);
- Бонавентура Роззетти OFM;
- Florido Ambrogio Acciari OFM (? — 1929) — апостольский администратор;
- Giovanni Maria Emilio Castellani OFM (5.01.1929 — 25.03.1937);
- Florido Ambrogio Acciari OFM (30.03.1938 — 10.03.1970);
  - Mikhaíl-Pétros Franzídis OFM (1970—1992) — апостольский администратор;
  - Николаос Фосколос (1992 — 2014) — апостольский администратор.
  - Sevastianos Rossolatos (12 августа 2014 — 14 июля 2021, в отставке) — апостольский администратор;
  - Theodoros Kontidis, S.I. (14 июля 2021 — апостольский администратор.

## Источник
- Annuario Pontificio, Libreria Editrice Vaticana, Città del Vaticano, 2003, ISBN 88-209-7422-3
- Bolla Memores Nos Архивная копия от 13 декабря 2013 на Wayback Machine, in Bullarii romani continuatio, Tomus sextus, Pars III, Prato 1849, стр. 2993—2995  (лат.)
- Декрет Cum controversia Архивная копия от 3 ноября 2012 на Wayback Machine, ASS 30 (1897—1898), стр. 287  (лат.)
- Булла Pastoris aeterni Архивная копия от 27 марта 2010 на Wayback Machine, AAS 20 (1928), стр. 213—216  (лат.)
- Бреве Constitutione Apostolica Архивная копия от 27 марта 2010 на Wayback Machine, AAS 22 (1930), стр. 484  (лат.)
- Konrad Eubel, Hierarchia Catholica Medii Aevi, vol. 1 Архивная копия от 9 июля 2019 на Wayback Machine, стр. 197—198; vol. 2 Архивная копия от 4 октября 2018 на Wayback Machine, стр. 132; vol. 3 Архивная копия от 21 марта 2019 на Wayback Machine, стр. 285; vol. 4 Архивная копия от 4 октября 2018 на Wayback Machine, стр. 296; vol. 5, стр. 333; vol. 6, стр. 357  (лат.)